# سکو (گوموش‌حاجی‌کوی)
سکو (به ترکی استانبولی: Sekü) یک منطقهٔ مسکونی در ترکیه است که در گوموش‌حاجی‌کوی واقع شده‌است.